# 沙托布里扬
沙托布里扬（法語：Châteaubriant，法語：[ʃɑ.to.bʁi.jɑ̃] ⓘ），法国西部城市，卢瓦尔河地区大区大西洋卢瓦尔省的一个市镇，同时也是该省的一个副省会，下辖沙托布里扬-昂斯尼区，其市镇面积为33.62平方公里，2022年1月1日时人口数量为12,231人，在法国城市中排名第807位。
沙托布里扬位于大西洋卢瓦尔省东北部，因沙托布里扬城堡而闻名，是一个区域性的中心城市和交通枢纽，自2014年起开通前往南特的郊区列车，成为南特北部的一个远郊卫星城。

## 地名来源
“沙托布里扬”一名来源于当地中世纪时的封建领主布里扬一世，而“沙托”意为“城堡”。
沙托布里扬在部分中文文献中又被译为“沙托布里昂”。

## 历史

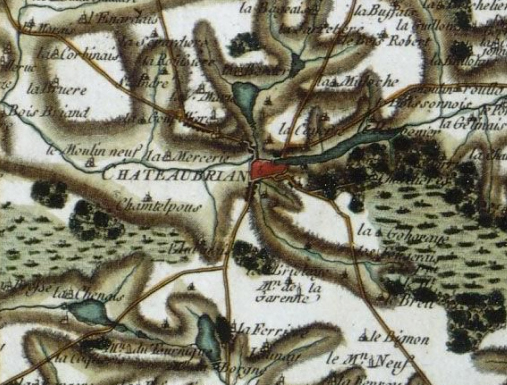
18世纪末的沙托布里扬

沙托布里扬历史悠久，当地及附近地区存在多处巨石阵遗址。高卢时期，沙托布里扬处于多个部落的边界地区，罗马人入侵后，曾有多条道路在此交汇，并产生了一个名为“贝雷”（Béré，在高卢语中意为“高地”）的小村庄，成为现代沙托布里扬城市的前身。中世纪初，沙托布里扬成为布列塔尼的一部分，公元11世纪，南特主教戈蒂耶二世在此地主持建立了一处圣所，当地吸引了多个贵族，其中布里扬家族最终成为了这一地区的统治者，并修建了沙托布里扬城堡。13世纪时，沙托布里扬被迪南家族继承，15世纪末，布列塔尼内部出现叛乱，统治者请求法兰西王国派兵镇压，沙托布里扬在1488年被皇军军队攻占，而布列塔尼也于1532年彻底并入法国。法国大革命时期，沙托布里扬城堡被革命派攻占，成为国有财产，后于1853年转让至大西洋卢瓦尔省政府，并进行了一定程度的修缮。1863年，总部位于沙托布里扬的于阿尔农机厂成立，成为当地的重要工业部门。19世纪末，沙托布里扬成为一个铁路枢纽，前往南特、雷恩、昂斯尼、萨布莱等多个方向的铁路在此交汇。第二次世界大战期间，纳粹德军占领了沙托布里扬，并修建了枪击刑场，于1941年在此处决了27名抵抗运动成员。1984年11月11日，沙托布里扬发生枪击案，当地的一名极右翼退役军人对一处工人宿舍发起枪击，造成两名土耳其裔工人遇难，另有五人受伤。2014年11月11日，当地进行了该事件30周年的悼念仪式。

## 地理

沙托布里扬境内的舒瓦塞勒湖

沙托布里扬位于法国西部，卢瓦尔河地区大区中北部和大西洋卢瓦尔省东北部，距离省会南特大约66公里，其附近区域被称为拉梅地区。与沙托布里扬接壤的市镇包括：埃尔布赖、卢伊费尔、鲁热、圣欧班德沙托、苏当。

### 地形
沙托布里扬位于阿摩里卡丘陵东部延伸地带，境内总体地势平坦，全境海拔在48到107米之间。

### 水文
谢尔河自东向西流经境内，该河是维莱讷河的支流。

### 植被
沙托布里扬属于温带落叶林区，市区北部的儿童村（Village des Enfants）是当地主要的绿地公园，内有舒瓦塞勒湖（Etang de Choisel）为天然湖泊，常年免费向公众开放。

### 气候
沙托布里扬在柯本气候分类法中属于温带海洋性气候。
沙托布里扬境内设有气象站，以下为该气象站的数据（其中日照数据取自雷恩）：
| 沙托布里扬1981年－2019年 | 沙托布里扬1981年－2019年 | 沙托布里扬1981年－2019年 | 沙托布里扬1981年－2019年 | 沙托布里扬1981年－2019年 | 沙托布里扬1981年－2019年 | 沙托布里扬1981年－2019年 | 沙托布里扬1981年－2019年 | 沙托布里扬1981年－2019年 | 沙托布里扬1981年－2019年 | 沙托布里扬1981年－2019年 | 沙托布里扬1981年－2019年 | 沙托布里扬1981年－2019年 | 沙托布里扬1981年－2019年 |
| 月份                     | 1月                      | 2月                      | 3月                      | 4月                      | 5月                      | 6月                      | 7月                      | 8月                      | 9月                      | 10月                     | 11月                     | 12月                     | 全年                     |
| ------------------------ | ------------------------ | ------------------------ | ------------------------ | ------------------------ | ------------------------ | ------------------------ | ------------------------ | ------------------------ | ------------------------ | ------------------------ | ------------------------ | ------------------------ | ------------------------ |
| 历史最高温 °C（°F）      | 16.5 (61.7)              | 19 (66)                  | 23.5 (74.3)              | 28 (82)                  | 30.5 (86.9)              | 36.5 (97.7)              | 37.5 (99.5)              | 39 (102)                 | 33 (91)                  | 29.5 (85.1)              | 22 (72)                  | 18 (64)                  | 39 (102)                 |
| 平均高温 °C（°F）        | 8.7 (47.7)               | 10.3 (50.5)              | 13.1 (55.6)              | 15.7 (60.3)              | 19.4 (66.9)              | 23.3 (73.9)              | 25.2 (77.4)              | 25.4 (77.7)              | 22 (72)                  | 17.5 (63.5)              | 12.2 (54.0)              | 8.7 (47.7)               | 16.8 (62.2)              |
| 日均气温 °C（°F）        | 5.6 (42.1)               | 6.5 (43.7)               | 8.5 (47.3)               | 10.5 (50.9)              | 14.1 (57.4)              | 17.3 (63.1)              | 19.1 (66.4)              | 19.2 (66.6)              | 16.2 (61.2)              | 13.1 (55.6)              | 8.7 (47.7)               | 5.6 (42.1)               | 12 (54)                  |
| 平均低温 °C（°F）        | 2.6 (36.7)               | 2.7 (36.9)               | 3.9 (39.0)               | 5.3 (41.5)               | 8.8 (47.8)               | 11.3 (52.3)              | 13 (55)                  | 13.1 (55.6)              | 10.4 (50.7)              | 8.7 (47.7)               | 5.2 (41.4)               | 2.6 (36.7)               | 7.3 (45.1)               |
| 历史最低温 °C（°F）      | −11.5 (11.3)             | −11.5 (11.3)             | −10 (14)                 | −3 (27)                  | −1 (30)                  | 2 (36)                   | 5 (41)                   | 4 (39)                   | 0.5 (32.9)               | −4.5 (23.9)              | −7 (19)                  | −9 (16)                  | −11.5 (11.3)             |
| 平均降水量 mm（）        | 88.4 (3.48)              | 72.1 (2.84)              | 57.6 (2.27)              | 61.6 (2.43)              | 68.9 (2.71)              | 39.8 (1.57)              | 53.3 (2.10)              | 43.4 (1.71)              | 67.4 (2.65)              | 84.7 (3.33)              | 89.5 (3.52)              | 95 (3.7)                 | 821.7 (32.35)            |
| 月均日照時數             | 69.1                     | 87.2                     | 128.4                    | 162.7                    | 191.2                    | 217.3                    | 210.7                    | 205.5                    | 177.8                    | 117.5                    | 81.3                     | 68.6                     | 1,717.3                  |
| 来源：infoclimat.fr      |                          |                          |                          |                          |                          |                          |                          |                          |                          |                          |                          |                          |                          |

## 行政区划
沙托布里扬是法国卢瓦尔河地区大区大西洋卢瓦尔省的一个市镇，编号为44036，它也是大西洋卢瓦尔省的一个副省会。沙托布里扬下辖沙托布里扬-昂斯尼区（2018年以前仅为沙托布里扬区），管理沙托布里扬县，同时也是沙托布里扬-代尔瓦勒市镇公共社区的办公驻地。
法国国家统计与经济研究所（简称）在进行数据统计时，将沙托布里扬单独设为沙托布里扬城市核心区，并将包括核心区在内的周边共9个市镇划为沙托布里扬城市区。同时，还将沙托布里扬市镇分为了5个“块区”（IRIS），以便于统计人口分布情况。

## 交通

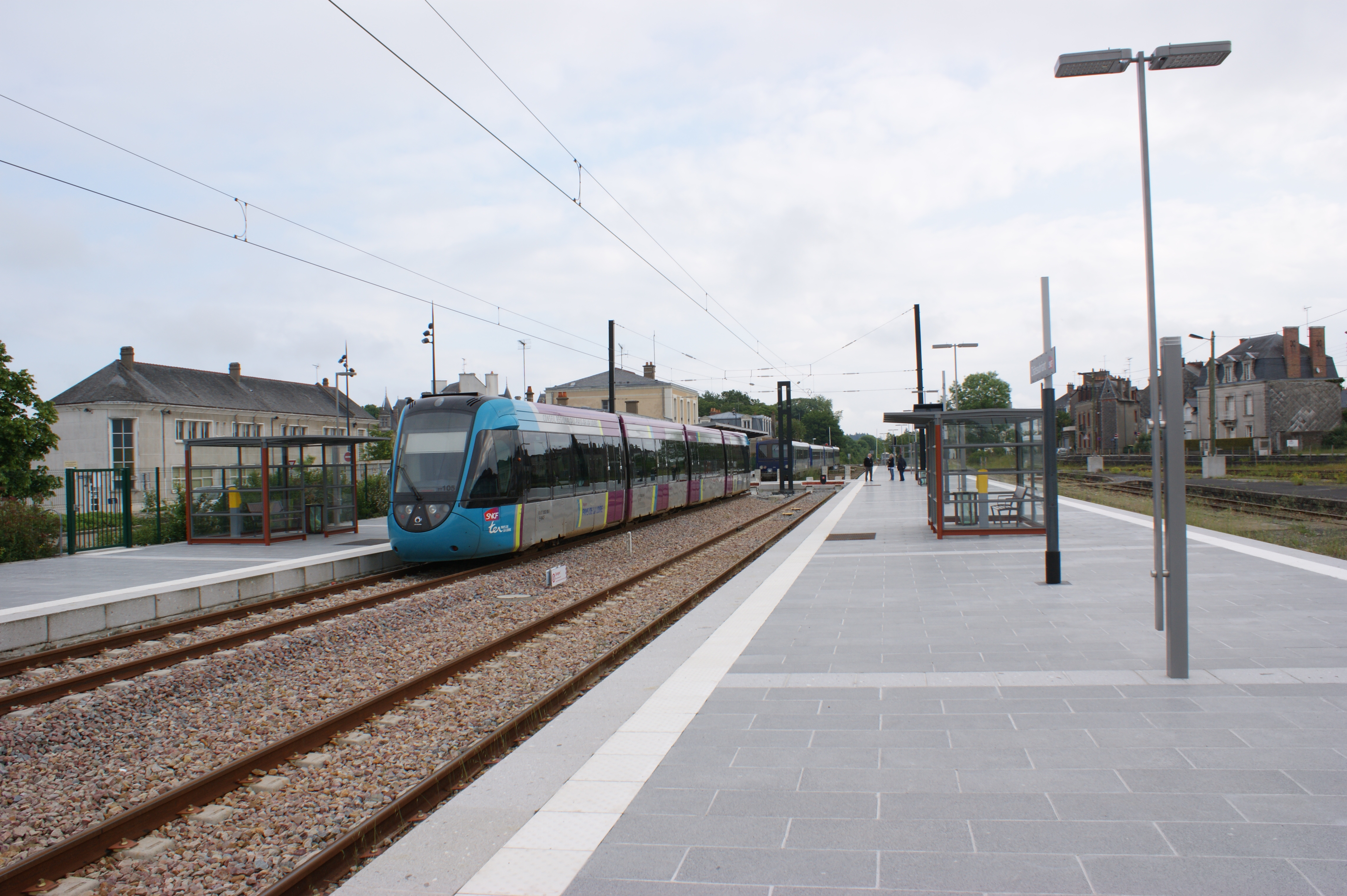
沙托布里扬站内停靠的区域列车

### 公路
多条大西洋卢瓦尔省省道在沙托布里扬境内交汇，卢瓦尔河地区大区公共交通开行由沙托布里扬出发，前往圣纳泽尔、拉瓦勒和昂热三地的客运班车。
2016年，73.7%的沙托布里扬家庭拥有至少一辆的私人汽车。同年，沙托布里扬境内共发生各类交通事故3起，造成3人受伤。

### 铁路
沙托布里扬站位于南特－沙托布里扬铁路和沙托布里扬－雷恩铁路的交汇处，历史上还有前往萨布莱、昂斯尼等方向的地方铁路，后因客流不佳而关闭。沙托布里扬站位于市区中部，老城区以东，该站前往南特方向的列车自2014年起开行電車-列車，每天往返8班；而前往雷恩方向的铁路则自2017年起关闭大修，乘客需乘坐摆渡大巴到勒捷然后换乘区域列车前往雷恩。

### 航空
距离沙托布里扬最近的民用航空站为雷恩机场，距离沙托布里扬市中心约57公里。

### 城市公共交通
沙托布里扬城市公共交通（Transports en commun de Châteaubriant，商业名称为）是当地的城市公共交通系统，共有5条线路，路网覆盖了市区内的主要街道。

## 政治

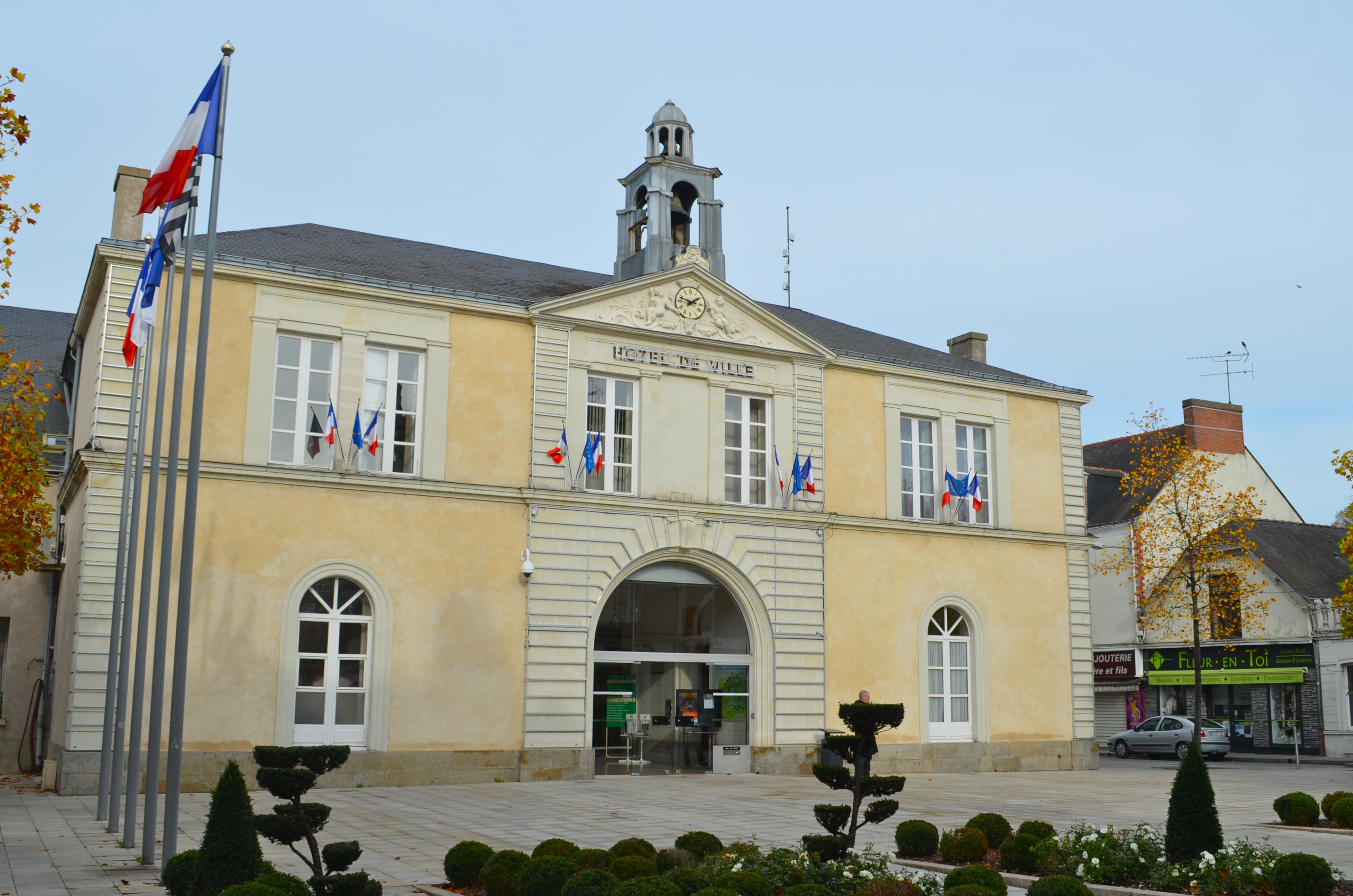
沙托布里扬市政厅

沙托布里扬的现任市长为阿兰·于诺先生（Alain Hunault），他在2014年的市政选举中获得了60.68%的支持率，在2020年的市政选举中获得了61.71%的支持率。
在2017年的法国总统大选中，法国第25任总统埃马纽埃尔·马克龙在沙托布里扬获得了74.69%的支持率。
| 沙托布里扬历届市长 |               |                           |
| 任期               | 市长          | 党派                      |
| 1944年－1959年     | 保罗·于阿尔   | DVD右翼无党派人士         |
| 1959年－1989年     | 格扎维埃·于诺 | DVD右翼无党派人士         |
| 1989年－2001年     | 马尔蒂娜·比龙 | PS社会党                  |
| 2001年－           | 阿兰·于诺     | UMP人民运动联盟 →LR共和黨 |

## 人口
2017年，沙托布里扬市镇人口数量为11,974，在法国排名第807位。其中男性5,482人，女性6,372人，75岁及以上人口占12.3%，外籍人口数量为903人，人口密度为356人/平方公里，当地居民被称为（男性）或（女性）。2018年，沙托布里扬境内出生101人，死亡人口140人。
| 年份   | 1936  | 1946  | 1954  | 1962   | 1968   | 1975   | 1982   | 1990   | 1999   | 2006   | 2011   | 2016   | 2017   |
| ------ | ----- | ----- | ----- | ------ | ------ | ------ | ------ | ------ | ------ | ------ | ------ | ------ | ------ |
| 人口數 | 8,271 | 9,276 | 9,284 | 10,852 | 11,986 | 13,231 | 14,023 | 12,783 | 12,065 | 12,390 | 12,007 | 11,854 | 11,974 |

## 经济
沙托布里扬是一个区域性的中心城市，当地共有各类用人单位1,829家，平均历史为17年，行政、医疗及社会服务是当地的主要就业岗位类型。

## 财政收入
2018年，沙托布里扬的财政收入总额为14,006,600欧元，财政支出总额为12,319,400欧元，当年的债务总额为8,927,920欧元。
2014年，沙托布里扬的人均收入总额为4,296欧元，其中高职人员为2,533欧元，普通职员为1,776欧元。
2016年，沙托布里扬境内的青壮年（15至64岁）失业率为18%，当地33.6%的家庭拥有纳税资格。

## 社会事务

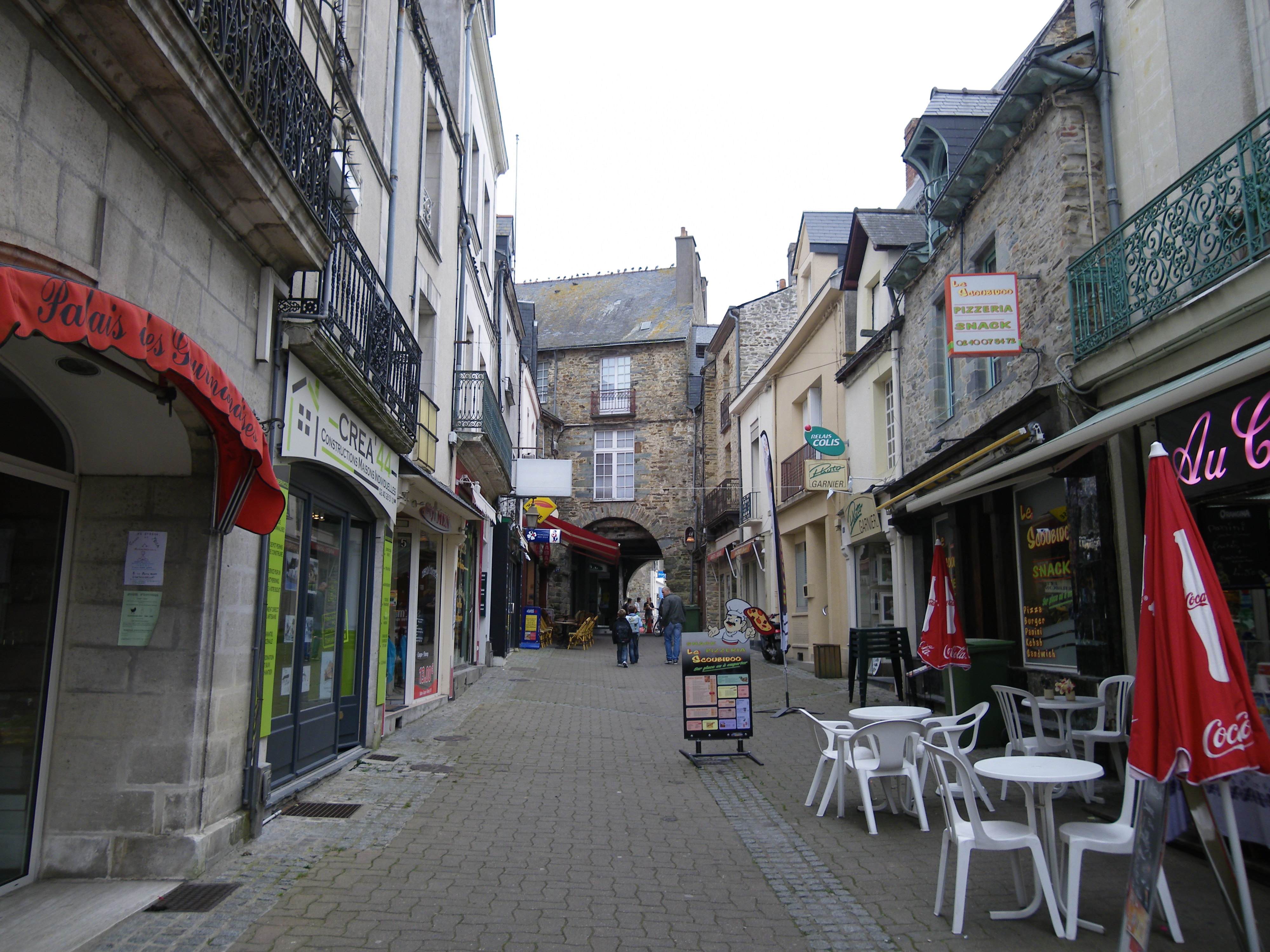
沙托布里扬老城街道

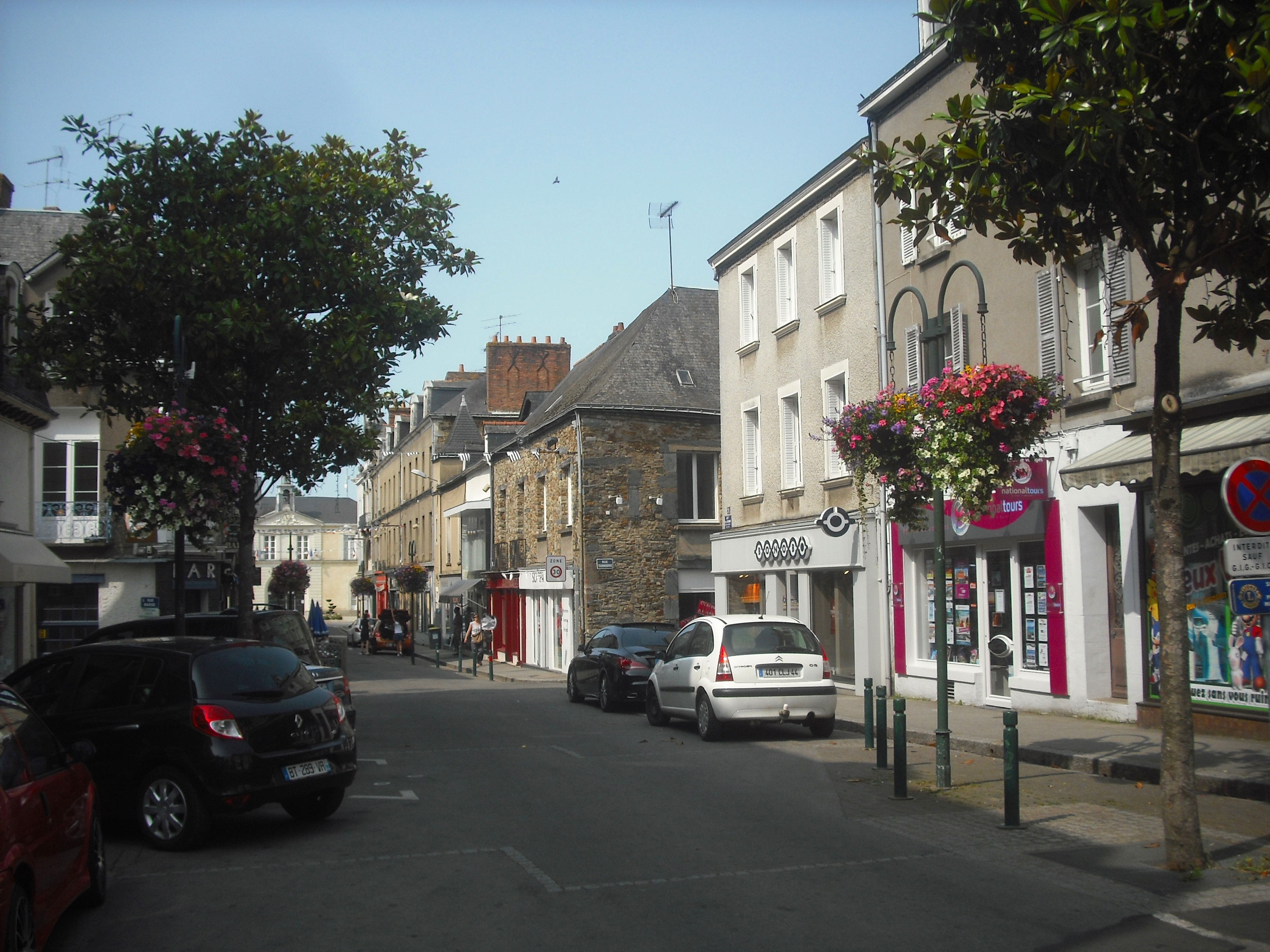
民居

### 教育
沙托布里扬属于南特学区。截止2018年1月1日，沙托布里扬境内共有4所幼儿园、6所小学、3所初级中学、2所普通高中、2所农业高中和2所职业高中。2018至2019学年度，沙托布里扬境内共有在校中小学生3,336名。

### 医疗
截止2018年1月1日，沙托布里扬境内共有全科医生12名、保健师16名、牙医16名、护士11名、耳科医生1名、眼科医生5名、皮肤科医生1名、助产士3名、儿科医生1名和妇科医生0名。境内共有药房6家，养老院3家，残疾人帮扶中心5家。
沙托布里扬-诺宰-普昂塞中心医院（Centre Hospitalier Châteaubriant Nozay Pouancé）是一个区域性的综合性医疗机构，其总部位于沙托布里扬市区，是当地规模最大的公立医院。

### 住房
2016年，沙托布里扬境内共有各类住房6,390套，其中88.4%为常住房屋。集中式居民区主要分布在市区西南部。

### 商业
2017年，沙托布里扬境内共有各类商铺851家，其中餐饮服务类441家。市区西南部建有大型开放式商业街区。

### 体育
2018年，沙托布里扬境内共有2家游泳池、4间健身房、1座综合体育场、8处网球场、2处马术场、6处足球或橄榄球场以及3处篮球或排球场。
沙托布里扬飞行者俱乐部是当地的一支足球队，成立于1907年，2019至2020赛季参加区域性的足球联赛。

### 环境
沙托布里扬的环境事务由其所属的公共社区负责。2017年，沙托布里扬境内共有2家污染企业。

### 治安
2014年，沙托布里扬及附近地区共发生各类案件3,707起，其中盗窃类案件2,538起，经济类案件494起，毒品交易类案件87起。

## 文化

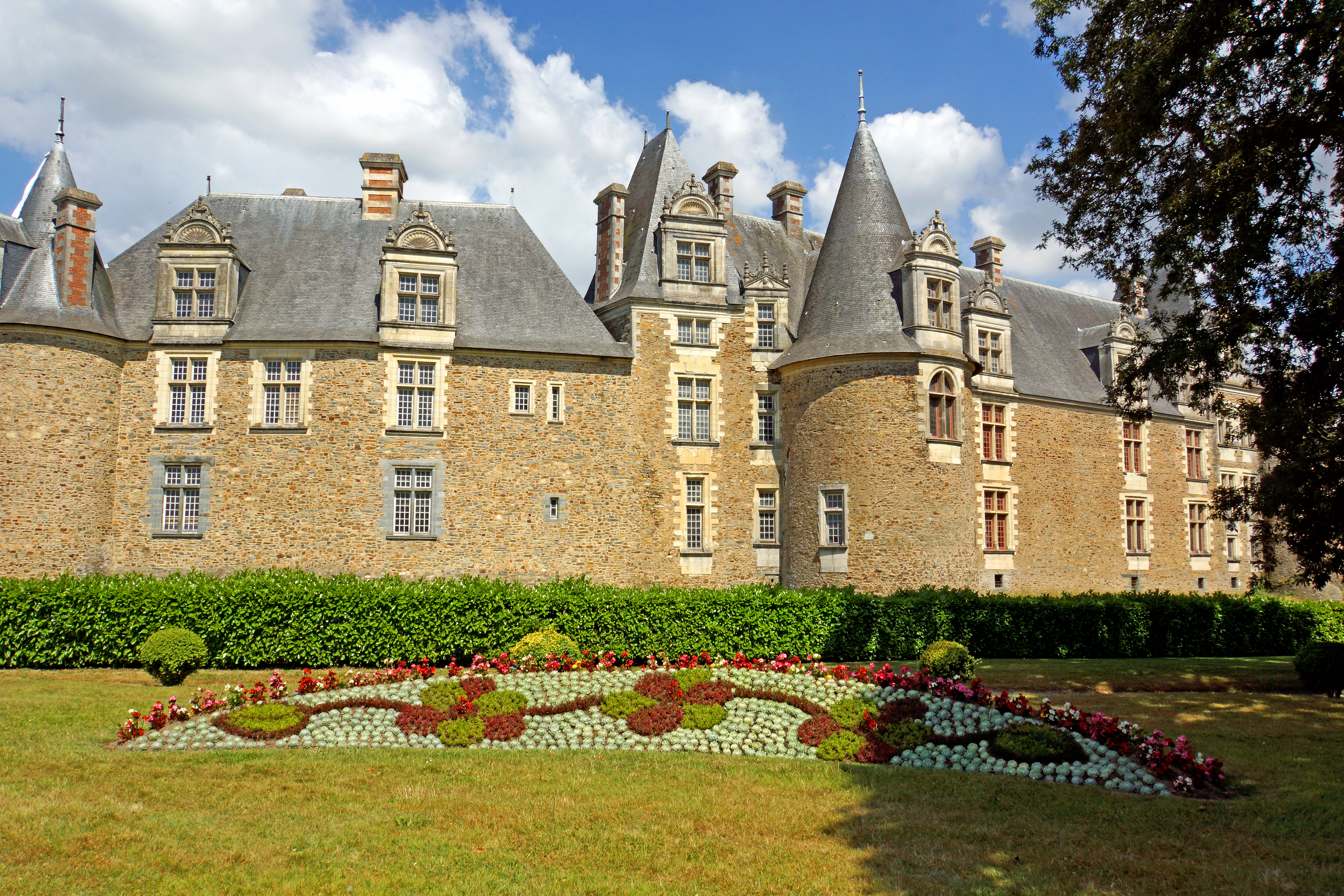
沙托布里扬城堡

2018年，沙托布里扬境内共有1个剧场、1个电影院、1个博物馆和1个音乐厅。

### 建筑
沙托布里扬境内有多处法国国家文物保护单位，其中沙托布里扬城堡、圣尼各老堂等为当地的代表性建筑物。

### 旅游
2020年，沙托布里扬境内共有6个宾馆共计115间房间，另有1个露营地，可容纳共17辆露营车。

### 媒体
法国主要的媒体均可在沙托布里扬接收，法国电视三台下属的卢瓦尔河地区大区频道在部分时段播出沙托布里扬所属区域的地方新闻。

## 友好城市
截至2020年5月，沙托布里扬共与两座城市互为友好城市关系：
- 德国 拉德福姆瓦尔德
- 爱尔兰 阿斯隆